# شار (قزاقستان)
شار (به قزاقی: Charsk) یک منطقهٔ مسکونی در قزاقستان است که در شهرستان جارما واقع شده‌است. شار ۸٬۱۵۶ نفر جمعیت دارد.